# Dori, Burkina Faso
Dori este un oraș din provincia Séno, Burkina Faso.